# 切手文化博物館
一般財団法人切手文化博物館（いっぱんざいだんほうじん きってぶんかはくぶつかん、The Phiatelic Cultural Museum, Foundation）とは、日本及び外国の切手を収集・保管・公開し、郵趣文化の発展に寄与することを目的としており、有馬切手文化博物館の運営管理を行っている一般財団法人。元総務省所管。

## 沿革
1989年5月11日に郵政省（現総務省）所管の財団法人郵趣文化センターとして設立され、大阪市北区堂島の金井ビル6階に事務所と展示施設を開設する。2005年には、神戸市有馬温泉に有馬切手文化博物館を建設し運営管理にあたり、2007年8月に財団法人切手文化博物館に名称変更した。2013年4月1日、一般財団法人へと移行。
初代理事長は、金井重要工業株式会社（大阪市北区）元代表取締役社長で、世界的な切手収集家である金井宏之が務めた。

## 有馬切手文化博物館
有馬切手文化博物館（ありまきってぶんかはくぶつかん）は、神戸市北区有馬温泉に所在する切手関係の専門博物館である。2005年（平成17年）5月6日、財団法人郵趣文化センターが運営する博物館として開館。同法人初代理事長の金井が館長を務めた。博物館の敷地はもともと金井が有馬温泉に所有していた土地で郵趣文化センターに寄贈されたものである。本博物館に近接する温泉旅館「古泉閣」も金井重要工業の関連企業である。
兵庫県博物館協会加盟館。博物館法に基づく神戸市教育委員会登録博物館である。またひょうごっ子ココロンカードの対象施設になっている。

### 所蔵品・展示
収蔵品総数は約50万点（2007年時点）。約4000点が常設展示されている（2007年時点）。1871年に発行された日本最初の切手「竜文切手」、1894年に発行された日本最初の記念切手（明治天皇銀婚記念切手）など、明治時代から現代に至るまでの130余年に発行された普通切手・記念切手を発行年代順・系統的に網羅している。このほか、世界最初の切手であるイギリスの「ペニー・ブラック」なども随時展示されている。
また館内には、明治時代に郵便配達夫が実際に使っていた肩掛箱や、郵便局で用いられた八角時計（駅逓寮が採用し交付したもの）など、郵便事業に用いられていた様々な貴重な資料があり、建物入り口には2つの丸型ポストが設置されている（青い郵便ポストは速達用に用いられたもの）。

### 建物
建物は、岩手県盛岡市で馬事文化博物館「稱徳館」として使用されていた江戸時代の土蔵を移築したものである。
もともとは盛岡で呉服・古着などを扱う豪商「糸治」中村家にあった2棟の土蔵である。建設されたのは文久元年（1861年）頃で、一部には300年前のものとされる古材も用いられている。この土蔵は中村家の別邸に移築され、中村家の当主中村七三が集めた馬事資料を展示していた。なお、「稱徳館」所蔵品は青森県十和田市に移管され、十和田市馬事公苑内の「馬の文化資料館　称徳館」（2000年開設）で展示されている。
有馬温泉への移築の際、切手図案の瓦を埋め込んだ「なまこ壁」を配するなどの改修を行っている。正面に掲げられたマークは、1887年まで用いられた郵便マークである。建築の総監督は京都金閣寺の茶室を建立した棟梁・木下孝一がを勤めた。

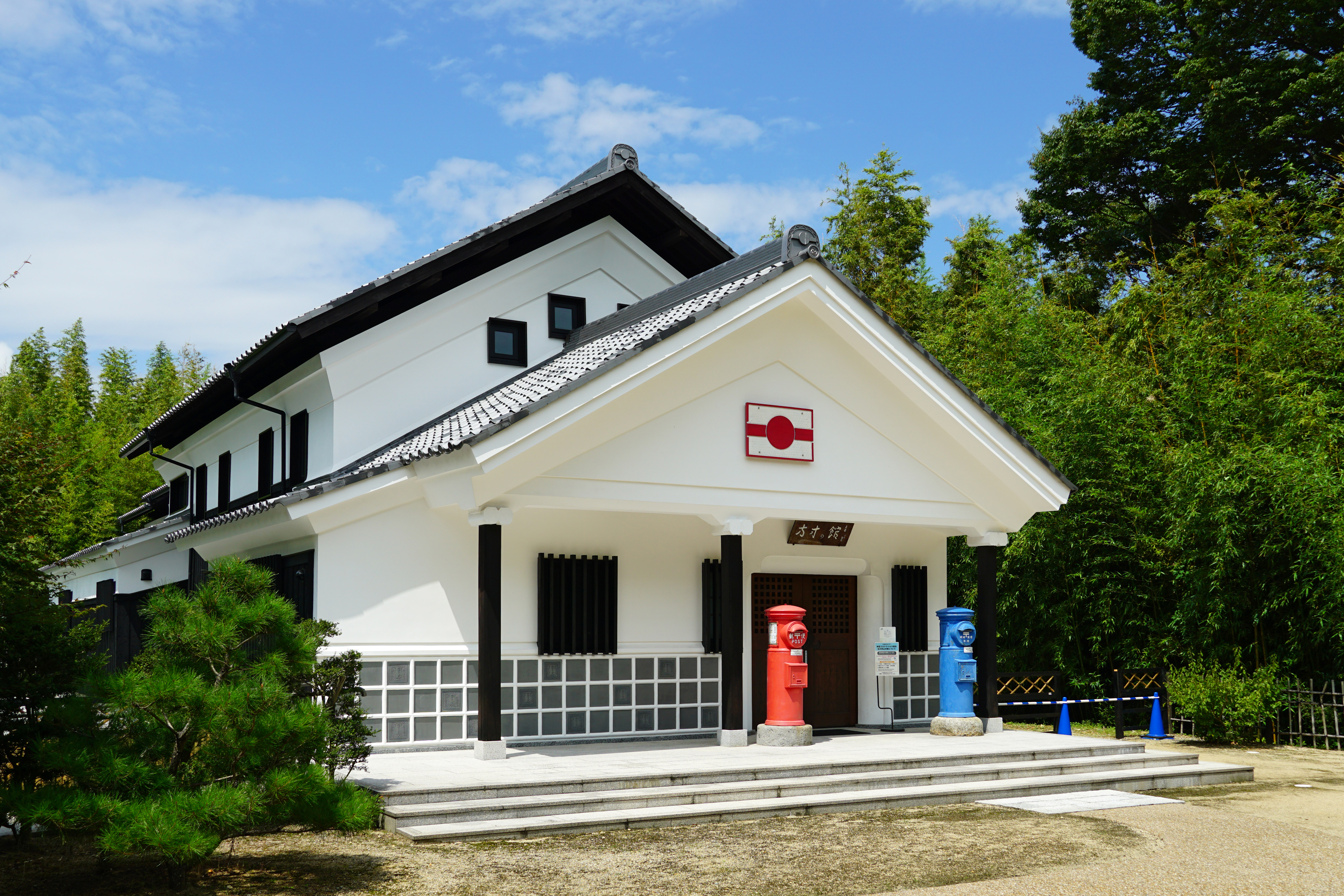
館正面
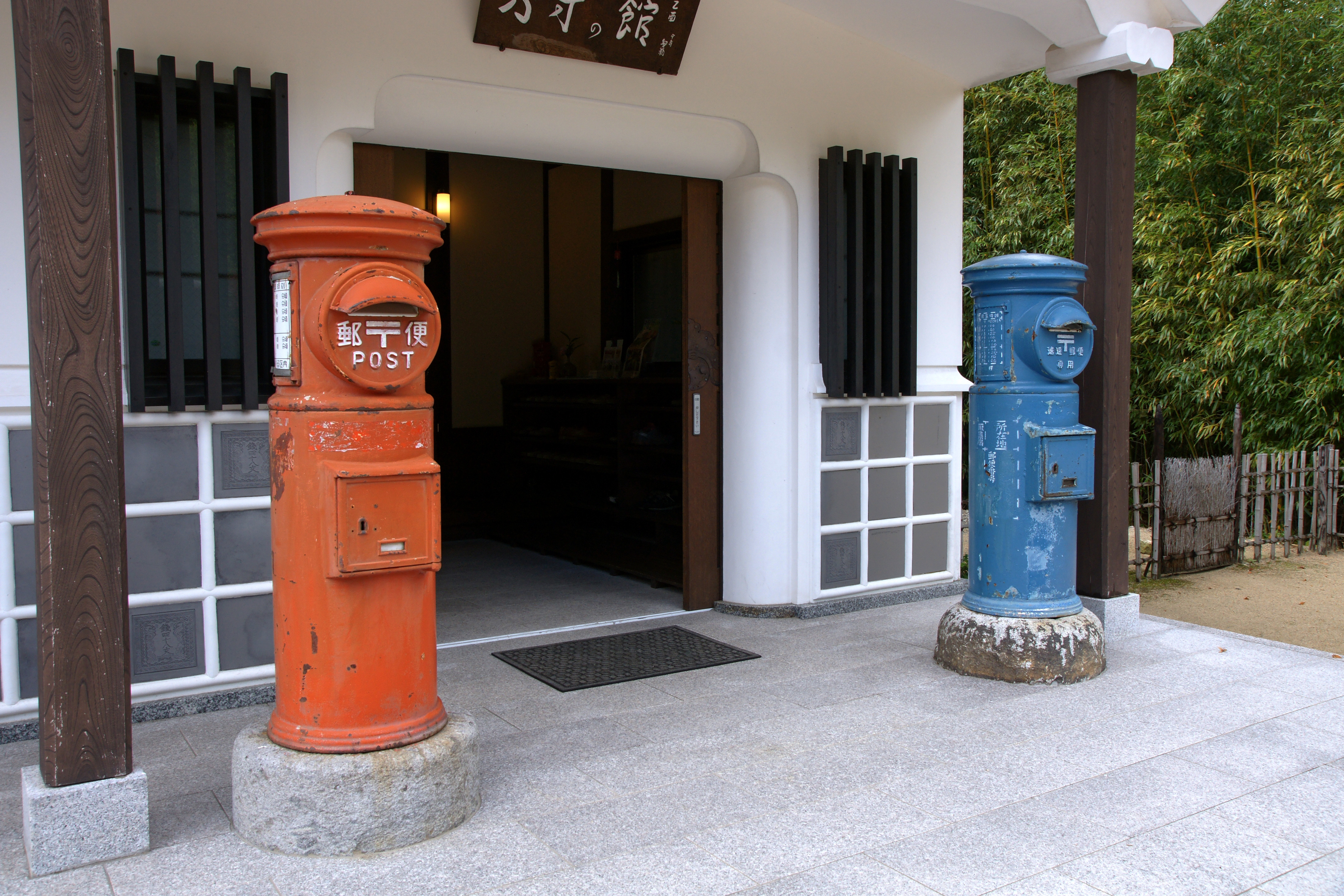
玄関
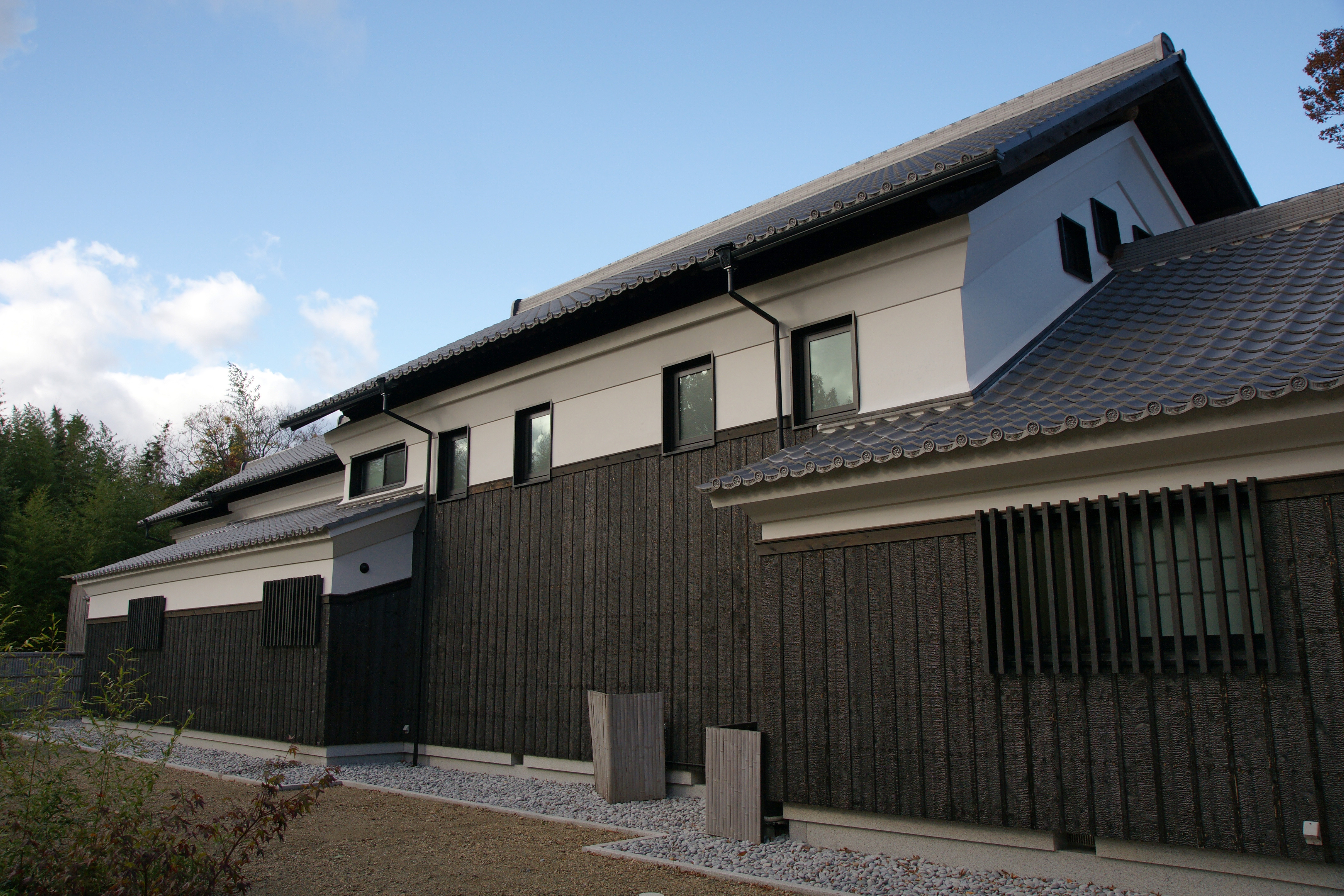
館側面

### 利用案内
- 開館時間：10:00～16:00（入館は15:30まで）
- 休館日：火曜日（祝日の場合は翌日休）
- 入館料：大人800円、大学生・高校生500円、中学生以下無料。
- 駐車場：34台（無料）

出典:

### 交通アクセス
- 神戸電鉄、有馬温泉駅徒歩8分
- 阪急バス、有馬温泉停留所徒歩7分